# Point Comfort
Point Comfort – miasto w Stanach Zjednoczonych, w stanie Teksas, w hrabstwie Calhoun.